# Чинизи
Чѝнизи (на италиански и на сицилиански Cinisi) е град и община в Южна Италия, провинция Палермо, автономен регион и остров Сицилия. Разположен е на 75 m надморска височина. Населението на общината е 12 200 души (към 2010 г.).